# Великий Лес (Шосткинский район)
Великий Лес (укр. Великий Ліс) — село,
Клишковский сельский совет,
Шосткинский район,
Сумская область,
Украина.
Код КОАТУУ — 5925383006. Население по переписи 2001 года составляло 46 человек.

## Географическое положение
Село Великий Лес находится на расстоянии в 0,5 км от села Солотвино.
По селу протекает пересыхающий ручей с запрудой.